# Bae Seong-woo
Bae Seong-woo es un actor coreano. 

## Carrera
Protagonista de series como Live (2018) y películas como  My Love, My Bride (2014), Office (2015), The Exclusive: Beat the Devil's Tattoo (2015) e Inside Men (2015).
En octubre de 2019 se anunció que se había unido al elenco de la serie HERE. La serie sufrió posteriormente un retraso por tiempo indefinido debido a la pandemia de Covid-19, que la afectó especialmente porque gran parte del rodaje debía realizarse fuera del país.
En 2020 obtuvo un papel protagonista en la serie de SBS Delayed Justice. Sin embargo, tuvo que abandonar el rodaje de la misma cuando se supo en diciembre de ese año que había sido arrestado por conducir en estado de ebriedad. Por este motivo fue sustituido en la última parte de la serie, desde el capítulo 17, por Jung Woo-sung.

## Filmografía

### Películas
| año  | título en inglés                       | Hangul                        | Rol                  | Notas        |
| ---- | -------------------------------------- | ----------------------------- | -------------------- | ------------ |
| 2008 | Crush and Blush                        | 미쓰 홍당무                   | dermatologo          |              |
| 2010 | Twilight Gangsters                     | 육혈포강도단                  | hijo de Young-hee    |              |
| 2011 | Bedevilled                             | 김복남 살인사건의 전말        | Chul-jong            |              |
| 2011 | The Client                             | 의뢰인                        | fiscal Park          |              |
| 2011 | Countdown                              | 카운트다운                    | Dr. Ahn              |              |
| 2012 | Azooma                                 | 공정사회                      | Dr. Lee              |              |
| 2012 | Juvenile Offender                      | 범죄소년                      | oficial de Seúl      |              |
| 2013 | How to Use Guys with Secret Tips       | 남자 사용설명서               | CEO Jin              |              |
| 2013 | My Paparotti                           | 파파로티                      | alumno de Sang-jin   |              |
| 2013 | Mai Ratima                             | 마이 라띠마                   |                      |              |
| 2013 | Way Back Home                          | 집으로 가는 길                | jefe Chu Dae-yoon    |              |
| 2013 | Queen Of The Night                     | 밤의 여왕                     | jefe de seguridad    | cameo        |
| 2013 | Steal My Heart                         | 캐치미                        | Detective Kim        |              |
| 2014 | Monster                                | 몬스터                        | Sung-moon            |              |
| 2014 | Obsessed                               | 인간중독                      | Jo Hak-soo           |              |
| 2014 | The Divine Move                        | 신의한수                      | mahjong man          |              |
| 2014 | Guardian                               | 보호자                        |                      |              |
| 2014 | Big Match                              | 빅매치                        | Axe, pandillero      |              |
| 2014 | My Love, My Bride                      | 나의 사랑 나의 신부           | Dal-soo              |              |
| 2014 | My Dictator                            | 나의 독재자                   | Presidente Baek      |              |
| 2014 | The Royal Tailor                       | 상의원                        | Je-jo                |              |
| 2015 | Casa Amor: Exclusive for Ladies        | 워킹걸                        | Soo-bum              | [ 6 ]        |
| 2015 | The Beauty Inside                      | 뷰티 인사이드                 | Kim Woo-jin          |              |
| 2015 | Veteran                                | 베테랑                        |                      |              |
| 2015 | Office                                 | 오피스                        | jefe Kim Byeong-gook |              |
| 2015 | The Phone                              | 더 폰                         | Do Jae-hyun          |              |
| 2015 | The Exclusive: Beat the Devil's Tattoo | 특종: 량첸살인기              | Detective jefe Oh    |              |
| 2015 | You Call It Passion                    | 열정 같은 소리 하고 있네      | Reportero Sun-woo    |              |
| 2015 | Inside Men                             | 내부자들                      | Park Jong-pal        |              |
| 2016 | Don't Forget Me                        | 나를 잊지 말아요              | Oh Kwon-ho           |              |
| 2016 | No Tomorrow                            | 섬. 사라진 사람들             | Sang-ho              |              |
| 2016 | My New Sassy Girl                      | 엽기적인 그녀 2               | Yong-sub             |              |
| 2017 | Because I Love You                     | 사랑하기 때문에               | An Yeo-don           |              |
| 2017 | The King                               | 더 킹                         | Yang Dong-chul       | [ 7 ]        |
| 2017 | The Swindlers                          | 꾼                            | Ko Suk-dong          | [ 8 ]        |
| 2018 | The Great Battle                       | 안시성                        | Choo Soo-ji          |              |
| 2019 | Metamorphosis                          | 변신                          | Park Jung-su         |              |
| 2020 | Nido de víboras                        | 지푸라기라도 잡고 싶은 짐승들 | Joong-man            | [ 9 ] [ 10 ] |
| 2020 | Boston 1947                            | 보스턴 1947                   | Nam Sung-young       |              |
| 2025 | Secret: Untold Melody                  | 말할 수 없는 비밀             | Kim Seung-ho         | [ 11 ]       |

### Series de televisión
| año       | título en inglés        | Hangul             | Red     | Rol           | Notas     | Ref.          |
| --------- | ----------------------- | ------------------ | ------- | ------------- | --------- | ------------- |
| 2007      | Conspiracy in the Court | 한성별곡           | KBS2    | Do-sool       |           |               |
| 2012-2013 | I Like You              | 너라서 좋아        | SBS     | Je-bi         |           |               |
| 2013      | Dating Agency: Cyrano   | 연애조작단: 시라노 | tvN     | Lee Min-shik  |           |               |
| 2018      | Live                    | 라이브             | tvN     | Oh Yang-chon  |           | [ 12 ]        |
| 2020      | Delayed Justice         | 날아라 개천용      | SBS     | Park Sam-soo  |           | [ 13 ]        |
| 2023      | The 8 Show              | 더 에이트 쇼       | Netflix | Primer piso   | Serie web | [ 14 ] [ 15 ] |
| 2024      | Light Shop              | 조명가게           | Disney+ | Yang Sung-sik | Serie web | [ 16 ] [ 17 ] |

### Apariciones en programas de televisión
| Año  | Título      | Cadena | Notas                    |
| ---- | ----------- | ------ | ------------------------ |
| 2019 | Running Man | SBS    | (ep. 463) - invitado     |
| 2018 | Radio Star  |        | (ep. 582-583) - invitado |

### Teatro
- 2016: True West Returns[18]

## Premios y nominaciones
| Año  | Premio                                       | Categoría                           | Nominación                       | Resultado | Ref.   |
| ---- | -------------------------------------------- | ----------------------------------- | -------------------------------- | --------- | ------ |
| 2015 | 36th Blue Dragon Film Awards                 | mejor actor de reparto              | Office                           | Nominado  |        |
| 2016 | 52nd Baeksang Arts Awards                    | mejor actor de reparto (película)   | Office                           | Nominado  |        |
| 2016 | KOFRA Film Awards                            | Discovery Award                     | Office                           | Ganador   |        |
| 2016 | 21st Chunsa Film Art Awards                  | mejor actor de reparto              | Office                           | Nominado  |        |
| 2016 | Max Movie Awards                             | mejor actor de reparto              | Office                           | Nominado  |        |
| 2017 | 53rd Baeksang Arts Awards                    | mejor actor de reparto (película)   | The King                         | Nominado  |        |
| 2017 | 22nd Chunsa Film Art Awards                  | mejor actor de reparto              | The King                         | Nominado  |        |
| 2017 | 54th Grand Bell Awards                       | mejor actor de reparto              | The King                         | Ganador   |        |
| 2017 | 1st The Seoul Awards                         | mejor actor de reparto (película)   | The King                         | Nominado  |        |
| 2017 | 38th Blue Dragon Film Awards                 | mejor actor de reparto              | The King                         | Nominado  |        |
| 2018 | 6th APAN Star Awards                         | mejor actor de reparto              | Live                             | Nominado  | [ 19 ] |
| 2018 | Seoul Awards                                 | mejor actor de reparto (película)   | The Swindlers y The Great Battle | Nominado  | [ 20 ] |
| 2018 | 5th Korean Film Producers Association Awards | mejor actor de reparto              | The Great Battle                 | Ganador   | [ 21 ] |
| 2019 | 55th Baeksang Arts Awards                    | mejor actor de reparto (televisión) | Live                             | Nominado  |        |